# 王怡仁
王怡仁（英語：Jocelyn Wang，1980年6月13日—），臺灣主播，藝人，前TVBS新聞台主播，淡江大學經濟系畢業。投身TVBS新聞台任主播至2005年11月。2005年10月赴香港專訪電影《NANA》主演者中島美嘉，返回台灣後即表示退出主播檯、轉職藝人。轉職藝人後，除在電視圈發展外，亦在多個場合兼任模特兒。婚後淡出演藝圈。

## 家庭
- 父親王應傑，為台灣建築業界名人，曾任國大代表、北橋建設董事長、國光客運副董事長、東森房屋董事長。

## 主播時期主持節目
| 時間                  | 頻道      | 節目         | 備註           |
| 2004年7月－2005年11月 | TVBS-NEWS | 《整點新聞》 | 下午至晚間11點 |
| 2005年3月－2005年8月  | TVBS-NEWS | 《怡仁.com》 | 五分鐘單元節目 |

## 藝人時期作品

### 主持
| 時間   | 頻道       | 節目           | 備註                               |
| 2006年 | 超級電視台 | 《超級上班族》 | 與王文華撘檔主持                   |
| 2007年 | 中天綜合台 | 《台北紅樓夢》 | 其他主持人：張本渝、林葦茹、王俐人 |

## 戲劇

### 電視劇
| 年份                         | 頻道       | 劇名             | 飾演       |
| 2006年6月19日－2006年6月20日 | 公視       | 《住左邊住右邊》 |            |
| 2006年9月13日－2006年11月7日 | 華視       | 《超級拍檔》     | 安孝柔     |
|                              | 台視       | 《幸福捕手》     | 羽蝶模特兒 |
|                              | 中視       | 《江湖.com》     | 白姑娘客串 |
| 2009年                       | 台視、三立 | 《福氣又安康》   | 江珍珍     |
| 2010年                       | 大愛電視   | 《清秀家人》     | 林文娟     |
| 2010年                       | 台視       | 《家有四千金》   | 吳秋天     |
| 2011年                       | 中視       | 《男女生了沒》   | 米亞       |
| 2013年                       | 大愛電視   | 《築夢的人》     | 江彩雲     |

### 動畫電影配音
| 年份   | 片名                 | 飾演       |
| 2010年 | 《麥克邁：超能壞蛋》 | 配音：羅珊 |

### 短劇
| 年份   | 頻道       | 劇名     | 飾演 |
| 2008年 | 中天娛樂台 | 《娥們》 |      |

### 音樂錄音帶
| 年份   | 歌手   | 歌曲 |
| 2000年 | 周杰倫 | 鬥牛 |

## 外部連結
- 王怡仁jOcelyn的新浪微博
- Jocelyn Wang的Instagram帳戶
- 王怡仁在互联网电影资料库（IMDb）上的資料（英文）